# カリフォルニア・ダウン
『カリフォルニア・ダウン』（原題：San Andreas）は、2015年にアメリカ合衆国で公開されたパニック映画。監督は『キャッツ & ドッグス 地球最大の肉球大戦争』のブラッド・ペイトン、主演はドウェイン・ジョンソンが務める。原題の“San Andreas”はカリフォルニア州ほぼ全域を南北に縦走するサンアンドレアス断層を指している。

## あらすじ
レイはロサンゼルス消防局の腕利きレスキュー隊員。ヘリコプターを駆使して救助活動を繰り広げている。娘のブレイクとの仲は良好だが、妻エマとは離婚協議中だった。妻エマの現在の恋人は大手建設会社を経営するダニエルだ。娘のブレイクは、サンフランシスコのダニエルの会社で、面接に来たベンと少年オリーの兄弟と知り合った。
カリフォルニア州を巨大地震が襲い、エマはロサンゼルスの超高層ビルに閉じ込められた。ヘリコプターで急行し、妻を救助するレイ。サンフランシスコではブレイクが、ダニエルの会社の地下駐車場で同じ地震に遭遇していた。動けないブレイクを一人残して逃げるダニエル。ブレイクはベンとオリーの兄弟に助けられ、父親レイに救助を求めた。
度重なる余震で壊滅していくサンフランシスコ。レイはエマを乗せたままヘリコプターで救助に向かったが、ヘリは途中で墜落してしまった。からくも脱出したレイたちは、車やセスナ機を乗り継いでサンフランシスコに向かった。
地震予知を研究するカリフォルニア工科大学のヘイズ教授は、更なる巨大地震の発生を警告した。
観測史上最大の地震が発生し、サンフランシスコは巨大津波に襲われ、ブレイクやベンたちが避難したビルの中まで水が押し寄せた。小型船で救助に向かったレイとエマは、間一髪でブレイクたちを見つけ出すのだった。

## キャスト
※括弧内は日本語吹替
- レイモンド・“レイ”・ゲインズ - ドウェイン・ジョンソン（楠大典）

ロサンゼルス消防局のレスキュー隊員。救難ヘリのパイロット。
- エマ・ゲインズ - カーラ・グギノ（魏涼子）

レイと離婚協議中の妻。
- ブレイク・ゲインズ - アレクサンドラ・ダダリオ（浅野真澄）

レイとエマの娘。父のことを慕っているが現在は母と暮らしている。
- ダニエル・リディック - ヨアン・グリフィズ（滝知史）

エマの恋人。建設会社のオーナー。
- セレーナ・ジョンソン - アーチー・パンジャビ（山田みほ）

ニュースリポーター。
- ローレンス・ヘイズ博士 - ポール・ジアマッティ（田中完）

カリフォルニア工科大学の地質学者。
- ベン・テイラー - ヒューゴ・ジョンストーン＝バート（英語版）（小田柿悠太）

ダニエルの会社へ面接に来た青年。
- オリー・テイラー - アート・パーキンソン（英語版）（福圓美里）

ベンの弟。
- キム・パク博士 - ウィル・ユン・リー (竹内栄治)

カリフォルニア工科大学の地震学者でローレンスのパートナーであり親友でもある。フーバー・ダムの調査中で大地震で犠牲になる。
- スーザン・リディック - カイリー・ミノーグ（石井未紗）

ダニエルの姉。巨大地震に巻き込まれ犠牲になる。
- ジョビー - コルトン・ヘインズ

ロサンゼルス消防局のレスキュー隊員。
- マーカス - トッド・ウィリアムズ（英語版）（内野孝聡）

ロサンゼルス消防員のレスキュー隊員。
- ハリソン - マット・ジェラルド（英語版）（金光宣明）

ロサンゼルス消防員のレスキュー隊員
- エルジン - ローレンス・コイ（英語版） (佐野康之)

ロサンゼルス消防局の整備士。
- ディラン - ベン・マキヴァー

セレナのカメラマン。
- アレクシー - アレック・アトゴフ（英語版）

カリフォルニア工科大学の学生。
- フィービィー - マリッサ・ニートリング（英語版）

カリフォルニア工科大学の学生。
- ラリッサ - ブリアンヌ・ヒル（英語版）
- ナタリー - モーガン・グリフィン（英語版） (大井麻利衣)
- ダニエルの運転手 - ヒュー・フランシス
- 駐車場の男性 - ジョーイ・ヴィエイラ
- その他の日本語吹き替え‐影平隆一、増山浩一、鷄冠井美智子、末柄里恵、赤坂柾之、品田美穂

## 製作

### 構想
2011年12月1日、ニュー・ライン・シネマがジェレミー・パスモアとアンドレ・ファブリツィオが執筆した脚本を映画化しようとしていると報じられた。アラン・ローブが脚本の修正を行った後、フリン・ピクチャー・カンパニーの代表であるボー・フリンが製作費として1億ドルを出資した。2012年6月5日、ブラッド・ペイトンが本作の監督に決まった。同年7月18日、ニュー・ライン・シネマはカールトン・キューズに脚本の再修正を依頼した。2013年7月18日、製作サイドがチャド・ヘイズとケイリー・ヘイズが3度目の脚本修正を行うと発表した。
2013年10月14日、ドウェイン・ジョンソンが主演を務めることが報じられた。
最終的に、ニュー・ライン・シネマ、フリン・ピクチャー・カンパニー、ヴィレッジ・ロードショー・ピクチャーズの3社が共同で本作を制作することとなった｡

### 撮影

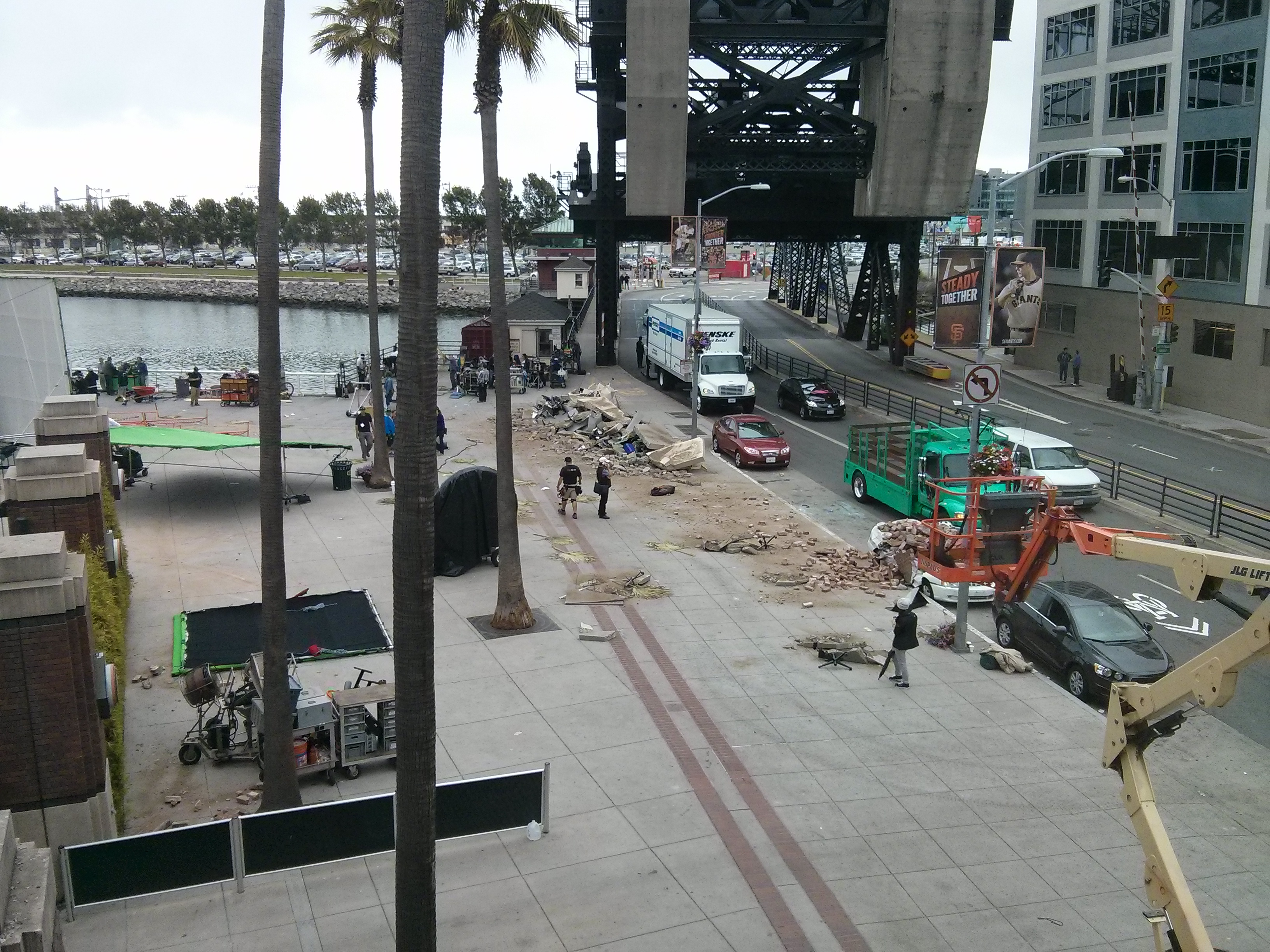
撮影風景

2013年12月17日、本作の撮影が2014年4月からオーストラリアクイーンズランド州ゴールドコーストにあるヴィレッジ・ロードショー・スタジオで行われると報じられた。また、イプスウィッチとブリスベンでも撮影が行われることが決まっていた。2014年3月20日、『キング・オブ・エジプト』の撮影が終わり次第すぐに本作の撮影が開始されると報じられた。
2014年4月16日、ドウェイン・ジョンソンはTwitterに撮影のためにトレーニングをする自身の画像をアップロードした。
2014年4月22日、オーストラリア、ロサンゼルス、サンフランシスコ、ベーカーズフィールドで本作の撮影が始まった。同年5月12日、ブリズベンの西に位置するロッキャー・バレーでの撮影が行われた。17日、ベーカーズフィールドにて、ヘリコプターを用いた撮影が行われた。6月22日、ブリズベンのエリザベス通りで地震のシーンが撮影された。7月27日、全てのシーンの撮影が終了した。

### 音楽
2014年7月24日、アンドリュー・ロッキングトンが本作で使用される楽曲を作曲すると報じられた。

## マーケティング
2014年3月17日、レイを演じるドウェイン・ジョンソンの写真が公開された。同年12月9日、本作のファースト・トレイラーが公開された。2015年3月9日には、セカンド・トレイラーが公開された。

## 公開
2013年12月5日、ワーナー・ブラザースは本作を2015年6月5日に北米で2Dと3Dの両方で公開すると発表した。同年10月21日、ワーナーは本作の北米公開日を1週間前倒しして、2015年5月29日に変更した。
日本では当初2015年5月30日より公開予定であったが、2015年4月に一旦延期され、2015年7月に2015年9月12日の公開が発表された。ワーナー エンタテインメント ジャパンは延期時に具体的な理由を明かさなかったが、一部の映画ライターからは約4年前に発生した東日本大震災の影響があるのではとの見解も示された。7月の公開日変更後の宣伝ポスター・予告編・公式Webサイトでは、地震・津波の描写ついての注意喚起が表記された。

## 評価
本作は賛否両論となっている。映画批評集積サイトのRotten Tomatoesには35件のレビューがあり、批評家支持率は50%、平均点は10点満点で5.2点となっている。サイト側による批評家の意見の要約は「『カリフォルニア・ダウン』は出演者と特殊効果が素晴らしい映画だ。しかし、感覚がマヒするような破壊の中で、登場人物とストーリーが練り上げられたものではないことが分かってしまう」となる。また、Metacriticには15件のレビューがあり、加重平均値は44/100となっている。